# Gnomibidion translucidum
Gnomibidion translucidum là một loài bọ cánh cứng trong họ Cerambycidae.